# Giro di Lombardia 1931
Il Giro di Lombardia 1931, ventisettesima edizione della corsa, fu disputata il 25 ottobre 1931, su un percorso totale di 234 km. Fu vinta dall'italiano Alfredo Binda, giunto al traguardo con il tempo di 8h29'00", alla media di 27,583 km/h, precedendo i connazionali Michele Mara e Giovanni Firpo.
Presero il via da Milano 111 ciclisti e 32 di essi portarono a termine la gara.

## Ordine d'arrivo (Top 10)
| Pos. | Corridore         | Squadra         | Tempo    |
| ---- | ----------------- | --------------- | -------- |
| 1    | Alfredo Binda     | Legnano         | 8h29'00" |
| 2    | Michele Mara      | Bianchi         | a 18'33" |
| 3    | Giovanni Firpo    | Gloria          | s.t.     |
| 4    | Luigi Marchisio   | Legnano         | s.t.     |
| 5    | Alfredo Bovet     | Bianchi         | s.t.     |
| 6    | Allegro Grandi    | Bianchi         | s.t.     |
| 7    | Agostino Bellandi | -               | a 24'00" |
| 8    | Guglielmo Marin   | Touring-Pirelli | a 25'30" |
| 9    | Theo Heimann      | -               | s.t.     |
| 10   | Antonio Pesenti   | -               | a 30'00" |